# Den stora musikfejden
Den stora musikfejden (även Musiklandet) (engelska: Music Land) är en amerikansk animerad kortfilm från 1935. Filmen ingår i Silly Symphonies-serien.

## Handling
Fiolprinsessan från Symfonilandet är förälskad i Jazzprinsen från Jazzön. De träffas i hemlighet eftersom deras respektive familjer inte uppskattar varandra, och det dröjer inte längre förrän ett krig bryter ut som även det unga kärleksparet blir inblandade i.

## Om filmen
I filmen spelas flera klassiska stycken, bland annat Eroica av Ludwig van Beethoven och Valkyrian av Richard Wagner.
Filmen har givits ut på svenskspråkig DVD.